# Лавренко, Борис Михайлович
Лавренко Борис Михайлович (6 мая 1920, Ростов-на-Дону — 7 июня 2001, Санкт-Петербург) — живописец, педагог, Народный художник России (1994), член Санкт-Петербургского Союза художников (до 1992 года — Ленинградской организации Союза художников РСФСР), портретист, жанровый живописец.

## Биография
Борис Михайлович Лавренко родился 6 мая 1920 года в Ростове-на-Дону. В 1936 году после окончания 8-го класса средней школы поступил в Ростовское художественное училище. В 1940 году с пятого курса был призван в Красную Армию. Окончив курсы артиллеристов, участвовал в 1941 году в качестве командира орудия в обороне Москвы. Воевал на Центральном и 1-м Белорусском фронтах. Войну закончил в Берлине старшим сержантом.
В 1952 году Борис Лавренко окончил Ленинградской институт живописи, скульптуры и архитектуры имени И. Е. Репина по мастерской профессора Рудольфа Френца. Занимался у Михаила Авилова, Ивана Степашкина, Петра Белоусова, Бориса Иогансона.
Лавренко участвовал в выставках с 1936 года. Писал портреты, жанровые и тематические картины, пейзажи, натюрморты. Персональные выставки художника проходили в Ленинграде (1972, 1986), Москве (1972), Ростове-на-Дону (1972), Санкт-Петербурге (1996).
Манеру художника отличают широкое письмо, энергичный мазок, искусная передача тональных отношений и состояний световоздушной среды, осязаемой материальности объёмов и форм. В произведениях 1970—1980-х годов усиливается декоративность колорита и обобщённость формы.
Борис Лавренко с 1954 года преподавал в ленинградском институте живописи, скульптуры и архитектуры имени И. Е. Репина. Кандидат искусствоведения (1983). Профессор ленинградского института живописи, скульптуры и архитектуры имени И. Е. Репина (1985).
Борис Лавренко был членом Санкт-Петербургского Союза художников (до 1992 года — Ленинградской организации Союза художников РСФСР) с 1953 года. Заслуженный художник РСФСР (1976), Народный художник России (1994). Лауреат серебряной медали имени М. Грекова Министерства Культуры СССР и Союза Художников СССР (1980). В 1989—1992 годах работы художника с успехом были представлены на выставках и аукционах русской живописи L' Ecole de Leningrad во Франции.
Скончался 7 июня 2001 года в Санкт-Петербурге на 82-м году жизни. Похоронен на Серафимовском кладбище Санкт-Петербурга.
Произведения Б. М. Лавренко находятся в собраниях Государственного Русского музея, Государственной Третьяковской галереи, в многочисленных музеях и частных собраниях в России, Франции, Великобритании, КНР, США, Японии, Германии, Италии и других странах.

## Выставки
- 1952 год (Ленинград): Выставка дипломных работ выпускников института имени И. Е. Репина 1952 года.
- 1954 год (Ленинград): Весенняя выставка произведений ленинградских художников.
- 1954 год (Ленинград): Выставка произведений ленинградских художников открылась в Государственном Русском музее.
- 1957 год (Ленинград): 1917—1957. Выставка произведений ленинградских художников.
- 1957 год (Москва): Всесоюзная художественная выставка, посвящённая 40-летию Великой Октябрьской социалистической революции.
- 1958 год (Москва): Всесоюзная художественная выставка "40 лет ВЛКСМ".
- 1958 год (Ленинград): Осенняя выставка произведений ленинградских художников.
- 1960 год (Ленинград): Выставка произведений ленинградских художников.
- 1960 год (Москва): Советская Россия. Республиканская художественная выставка.
- 1961 год (Ленинград): Выставка произведений ленинградских художников 1961 года.
- 1962 год (Ленинград): Осенняя выставка произведений ленинградских художников.
- 1964 год (Ленинград): Ленинград. Зональная выставка.
- 1965 год (Москва): Всесоюзная художественная выставка "На страже мира", посвящённая 20-летию Победы советского народа в Великой Отечественной войне.
- 1965 год (Ленинград): Весенняя выставка произведений ленинградских художников.
- 1967 год (Москва): Советская Россия. Третья Республиканская художественная выставка.
- 1969 год (Ленинград): Весенняя выставка произведений ленинградских художников.
- 1970 год (Ленинград): Выставка произведений ленинградских художников, посвящённая 25-летию победы над фашистской Германией.
- 1971 год (Ленинград): Наш современник. Выставка произведений ленинградских художников 1971 года.
- 1972 год (Ленинград): Наш современник. Вторая выставка произведений ленинградских художников.
- 1973 год (Ленинград): Наш современник. Третья выставка произведений ленинградских художников.
- 1975 год (Ленинград): Наш современник. Зональная выставка произведений ленинградских художников.
- 1976 год (Ленинград): Портрет современника. Пятая выставка произведений ленинградских художников 1976 года.
- 1976 год (Москва): Изобразительное искусство Ленинграда.
- 1977 год (Ленинград): Выставка произведений ленинградских художников, посвящённая 60-летию Великого Октября.
- 1978 год (Ленинград): Выставка произведений художников — ветеранов Великой Отечественной войны и других ленинградских живописцев.
- 1980 год (Ленинград): Зональная выставка произведений ленинградских художников.
- 1981 год (Ленинград): Выставка произведений художников — ветеранов Великой Отечественной войны и других ленинградских живописцев.
- 1984 год (Ленинград): Подвигу Ленинграда посвящается. Выставка произведений ленинградских художников, посвящённая 40-летию полного освобождения Ленинграда от вражеской блокады.
- 1987 год (Ленинград): Выставка произведений художников — ветеранов Великой Отечественной войны.
- Февраль 1991 года (Париж): Выставка «Русские художники».
- Декабрь 1991 года (Париж): Выставка «Русские шедевры».
- 1993 год (Санкт-Петербург): Выставка произведений художников — участников Великой Отечественной войны Санкт-Петербургского Союза художников России.
- 1994 год (Санкт-Петербург): Ленинградские художники. Живопись 1950—1980-х годов.
- 1994 год (Санкт-Петербург): Этюд в творчестве ленинградских художников 1940—1980-х годов.
- 1995 года (Санкт-Петербург): Лирика в произведениях художников военного поколения. Живопись. Графика.
- 1996 год (Санкт-Петербург): Живопись 1940—1990-х годов. Ленинградская школа.
- 1997 год (Санкт-Петербург): Связь времён. 1932—1997. Художники — члены Санкт-Петербургского Союза художников России.

## Награды
- Орден Отечественной войны II степени.
- Медаль «За оборону Москвы».
- Медаль «За взятие Берлина».
- Медаль «За победу над Германией в Великой Отечественной войне 1941—1945 гг.».
- Народный художник Российской Федерации (21 июня 1994) — за большие заслуги в области изобразительного искусства
- Заслуженный художник РСФСР (1976).